# Bemba-Gango
Bemba-Gango é um bairro do município do Uíge, localizado na Zona Leste da cidade.

## Etimologia
O nome "Bemba-Gango" deriva do termo em quicongo "mbemba", que significa abutre; o segundo termo, "ngangu", significa inteligência ou sabedoria. Geralmente utilizado no composto "Mbemba ya Ngangu", significando "abutre do saber" ou "comedores do saber".
O seu nome deriva do título dado a um chefe militar, denominado por Mbemba Ngangu.

## História

### Fundação
O bairro já era habitado antes da tempo colonial desde 1917, ano em que a vila do Uíge passou a ser considerada uma cidade. Fontes históricas (orais), confirmam que a primeira parte do bairro converge com os limites urbanos deste, porém, somente 40 anos depois, na década de 1960, foi quando a mancha urbana começou a integrar a região.
Este fenómeno, deveu-se ao início da Guerra de Independência de Angola, quando os angolanos de outros municípios, buscando refúgio, paulatinamente ocuparam os subúrbios da cidade, fazendo com que acelerasse o processo de integração de Bemba-Gango. Assim, pode-se dizer que este bairro começou a ser mais habitado por volta da década de 1960, sendo que desde o início, foi maioritariamente ocupado por indivíduos provenientes dos municípios do Ambuíla e do Bembe.
Quanto a atribuição do nome Bemba-Gango, os antigos moradores relatam que na época colonial, a área urbana deste bairro era chamada de "Económico", denominação atribuída pelos portugueses.
Com a construção do Bar Jardim, a zona suburbana passou a ser chamada pelos portugueses por "Montanha Pinto". Tempos depois, com a crescente onda de revolta liderada pelo rei das terras em que os portugueses edificaram a cidade, houve um massacre que resultou na morte do chefe militar Mbemba Ngangu, cognonimado também por Ngangula, cuja cabeça foi espetada em uma estaca publicamente exibida. A partir deste tempo o povo passou a chamar o bairro de Bemba-Gango, em homenagem ao chefe militar.

### Década de 2000
A partir da década de 2000, o bairro passou a viver um crescimento geométrico a nível das habitações e exponencial a nível populacional. Este crescimento é resultado do término da Guerra Civil Angolana e posterior declaração da paz. Com isto, viveu-se o êxodo rural, combinado com o regresso dos angolanos da República Democrática do Congo.

## Organização espacial
O bairro encontra-se dividido em duas áreas: urbana e suburbana.
Área urbana
Nesta área existem casas construídas pelos colonos portugueses, actualmente, habitadas quase totalmente por angolanos. As suas ruas estão letradas de A à M. Ocupa o norte, nordeste e uma parte do centro do bairro, totalizando cerca de 4 quilómetros quadrados.
Área suburbana
Esta área é a mais densamente povoada. As casas são construídas de forma auto-dirigida, resultando num subúrbio dividido administativamente em 4 Zonas. Dentro destas zonas tem áreas de expansão.
- Área 1: Esta zona cresce em torno da Rua J, ocupando uma área de aproximadamente 2,4 quilómetros quadrados ao Leste do bairro. É muito restrita e apresenta pouquíssimas ruas, o que faz a sua circulação se limitar em becos.

- Área 2: inicia no leste e vai em direcção ao centro do bairro, ocupando uma área de aproximadamente 5,6 quilómetros quadrados que se estende até ao sudeste. As ruas são mais abundantes do centro ao sudeste, criando becos no interior da zona em que o terreno é muito acidentado.

- Área 3: inicia na parte central e vai ao sul até ao sudoeste. É uma das zonas mais habitadas, nomeadamente o Quixicongo, Quem Quero, Ambuila e Sexta Cia.

- Área 4: esta zona inicia na região central, se estende em direcção ao oeste; é densamente habitado, chegando a ter uma população um pouco maior que a da Área 3.

## Demografia
O povo deste bairro é maioritariamente composto pela etnia dos congos, provenientes dos municípios a norte da província do Uíge.
A língua mais falada é a portuguesa (pela maioria da população), seguida pelo quicongo (nas suas diversas variantes).
A população é maioritariamente cristã, havendo grupos protestantes (pentecostal, baptista, reformada, tocoísta, quimbanguista, etc.) e Católicos Romanos. Outros grupos incluem animistas (quintuadi quia bangunza, peve a longo, etc.), islamitas e outros menores.

## Economia e desenvolvimento socioeconômico
Em termos económicos adaptados a realidade local do Uíge, o bairro apresenta uma classe alta, média e baixa. A classe geralmente se concentra na área urbana, bem como a classe média que também se estende até a área suburbana. A classe baixa, vive concentrada na área suburbana ou nas redondezas da urbana.
Pode-se afirmar que os preços dos bens neste bairro é como em todo resto da cidade do Uíge. Onde os ricos têm mais acesso aos bens e os pobres quase nenhum acesso.
A actividade principal é a agricultura, combinada com o comércio destes bens agrícolas e por fim, uma pequena parte da população actua na função pública.
O bairro acaba assim por se destacar como um bairro de renda baixa.
Não existem dados económicos divulgados. Mas pode-se adiantar que o comércio é brando e o emprego muito excasso.

## Infraestrutura
Das grandes obras públicas, destacam-se a rede de estradas asfaltadas,presente nas ruas primárias e secundárias do bairro e as escolas públicas.
A energia eléctrica está presente em 70% das moradias mas somente em cerca de 10% das ruas. Muitas ruas escuras durante a noite é o cenário deste bairro e há muito corte de luz durante qualquer hora do dia ou da noite.
O sistema de água potável não se encontra no bairro, o povo bebe água das fontes e poços. Este líquido é muito excasso e muito caro para ser comprado.
Não há centros médicos públicos, e o povo recorre a centros privados. Dada a alta dos preços, muitos recorrem ao Hospital Geral do Uíge.

### Transportes
O serviço de transportes é feito por taxis de automóveis e motociclos.
Não há transporte público destinado ao bairro, tornando a circulação muito cara para os moradores e visitantes.

### Educação
Geralmente o primeiro contato com algum nível de instrução inicial em Bemba-Gango, durante a infância, dá-se no seio familiar, com o ensino doméstico, auxiliados pelas igrejas; é de observar que a igreja exerce uma forte influência sobre a educação das crianças.
A escola complementa esta tarefa, começando desde cedo, nas creches; hoje pode-se observar que a idade média para ingresso no ensino primário é igual a 5 anos, fazendo com que a de finalização do ensino geral seja 21 anos para os homens e 24 para as mulheres.
O ensino superior encontra oferta na cidade, contemplando os cidadãos do bairro.
Mas é de observar que tem muito atraso escolar, nos homens causado pela entrada destes no mundo do tabagismo, alcoolismo e delinquência, desde a adolescência, gerando reprovações e às vezes em abandono escolar.
O bairro tem 8 escolas, 6 do ensino primário, 1 do primeiro ciclo do ensino secundário e 1 do ensino médio (incluindo primeiro ciclo).
Estão distribuídas do seguinte modo:
Escolas Primárias
- 1. Escola n° 107 (localização: rua B da Área Urbana);
- 2. Escola n° 20 (localização: rua dos Candeeros, Zona 4, Área Suburbana);
- 3. Escola da Igreja Tocoísta (localização: Zona 2, Área Suburbana);
- 4. Escola David Binda (localização: Quixicongo, Zona 3, Área Suburbana);
- 5. Escola Primária da Zona 4 (Área Suburbana);
- 6. Escola Primária do Quituma (localização: aldeia Quituma, Zona 4, Área Suburbana).

Escolas Secundárias - I° e II° Ciclos
- 1. Escola do I° Ciclo do Ensino Secundário 17 Setembro (localização: rua B da Área Urbana);
- 2. Instituto Médio de Administração e Gestão do Uíge (localização: aldeia Quituma, Zona 4, Área Suburbana).

## Cultura
Devido a sua localização geográfica, os naturais do Bemba-Gango têm uma cultura alinhada à tradição dos congos. Essa cultura é caracterizada pela sua maneira típica de se vestir. As mulheres usam panos que cobrem da cintura pra baixo, lenços de panos que cobrem a cabeça. Devido a globalização, os homens vestem-se normalmente com calsas feitas de pano.
A sua gastronomia é predominada pelo funge, feijão, quizaca, a laranja e a manga, bem como tantos outros alimentos que são consumidos no seu dia a dia.
A sua música é a típica dos seus antepassados, expressando a sua tradição. Vulgarmente conhecida como música tradicional, o kuassa é um estilo muito popular no Bemba-Gango, ouvida maioritariamente por pessoas com 30 à 70 anos. Cantores como Socorro, Nzarra, Puera são os mais ouvidos por essa camada. A juventude está mais ligada ao kuduro, rap e o House Dance, onde cantores como Mensageiro Bakongo, Dapastilha de Charme, Bilson Life, Jeimi Scout, B Strong, Adi Compal fazem sucesso. No Rap, nomes como Os Máfia Gang, Agente Feel, Kolabora, Demi Music são muito ouvidos entre os residentes do bairro Bemba-Gango.